# Metacarpo
Em anatomia humana, o metacarpo é a parte intermediária do esqueleto da mão que está localizado entre as falanges (ossos dos dedos) e o carpo que forma a conexão com o antebraço. O metacarpo é composto por ossos metacárpicos (ou metacarpais). Seu equivalente no pé é o metatarso.

## Descrição
A mão é composta do punho, da palma e dos cinco dedos. O punho, ou carpo, contém oito pequenos ossos carpais (ou cárpicos); a palma, ou metacarpo, contém cinco ossos metacarpais; os 14 ossos dos dedos são as falanges.
Os cinco ossos metacarpais irradiam a partir do punho compondo a palma da mão, esses pequenos ossos longos não recebem nomes específicos, são apenas numerados de 1 a 5, do polegar ao dedo mínimo. As bases articulam-se com o carpo proximalmente e uma com as outras medial e lateralmente. Suas cabeças articulam-se com as bases das falanges proximais.

## Articulações
Os cinco ossos do metacarpo articulam-se com os ossos do carpo da seguinte forma: 
- Primeiro metacárpico com o trapézio;
- Segundo metacárpico com o trapézio, trapezoide e capitato;
- Terceiro metacárpico com o capitato;
- Quarto metacárpico com o capitato e hamato;
- Quinto metacárpico com o hamato.